# Trio (Glee)
Trio je desátá epizoda páté série amerického televizního hudebního seriálu Glee a v celkovém pořadí devadesátá osmá epizoda tohoto seriálu. Poprvé se vysílala ve Spojených státech dne 4. března 2014 na televizním kanálu Fox a vrací se v něm speciální hostující hvězdy Demi Lovato a Adam Lambert jako Dani a Elliott.

## Obsah epizody
Poté, co Rachel (Lea Michele) odejde ze společného bytu, který měla se Santanou Lopez (Naya Rivera) a Kurtem Hummelem (Chris Colfer), tak se přestěhuje k Elliottovi "Starchild" Gilbertovi (Adam Lambert), dalším členem Kurtovy kapely "Pamela Lansbury". Rachel a Elliott si padnou do oka a společně zpívají "Barracuda." Během jejich práce v Broadway diner se Rachel a Santana pokouší přezpívat tu druhou v písni "Gloria" a obě dvě bojují o přízeň Elliotta, ten ale nechce ani jednu z nich a odchází. Kurt je unaven z neustálého soupeření Rachel a Santany, a proto se sejde s Elliotem a Dani (Demi Lovato), aby vytvořili nové hudební trio "One Three Hill". Toto trio na svém debutovém večeru zpívá "The Happening" a při jejich sledování jsou Rachel a Santana nuceny chovat se mírně, což vede k počátkům smiřování se, když Santana poznamená, že obě mají hlad po úspěchu a ochotu podrazit všechny, včetně jejich přátel, aby se dostaly na vrchol.
Zpět doma v Limě se členové sboru a dobří přátelé Tina (Jenna Ushkowitz), Sam (Chord Overstreet) a Blaine (Darren Criss) rozhodnou trávit spolu co nejvíce času ještě před závěrečným předáváním diplomů, a tak Blaine přijde s nápadem přespávání ve škole, který ovšem Sue Sylvester (Jane Lynch) rychle zamítne, a tak se ti tři v noci do školy proplíží. Nečekaně se objeví i Becky (Lauren Potter), která je nutí hrát nekonečný Twister výměnou za její tichost. Když se ji Blaine snaží uklidnit, tak se Tina a Sam vytratí, aby jednali ohledně jejich nevyřešeného sexuální napětí. Uvidí je Blaine a reaguje vyděšeně, později se však omlouvá za svou přehnanou reakci, která je způsobena neustálými změnami v jeho životě.
Will Schuester (Matthew Morrison) a Emma Pillsbury (Jayma Mays) jsou rozptýleni ze svých učitelských úloh, protože se rozhodli mít dítě, včetně toho, že ho Emma během pracovní doby zatáhne na zaměstnaneckou toaletu, aby se pokusili o početí. Will, na radu Sue a Shannon Beiste (Dot Jones), odvádí Emmu od detailů plodnosti, což umožňuje mnohem více konvenční náladu.
Nakonec Blaine, Sam a Tina plus Artie (Kevin McHale) si vyberou jako svou maturitní píseň "Hold On", kterou zpívají společně s Kurtovým novým triem, stejně jako s izolovanými Rachel a Santanou.

## Seznam písní
- "Jumpin', Jumpin'"
- "Barracuda"
- "Don't You (Forget About Me)"
- "Danny's Song"
- "Gloria"
- "The Happening"
- "Hold On"

## Hrají
| Jacob Artist     | Jake Puckerman      |
| Melissa Benoist  | Marley Rose         |
| Chris Colfer     | Kurt Hummel         |
| Darren Criss     | Blaine Anderson     |
| Blake Jenner     | Ryder Lynn          |
| Jane Lynch       | Sue Sylvester       |
| Kevin McHale     | Artie Abrams        |
| Lea Michele      | Rachel Berry        |
| Matthew Morrison | William Schuester   |
| Alex Newell      | Wade „Unique“ Adams |
| Chord Overstreet | Sam Evans           |
| Naya Rivera      | Santana Lopez       |
| Becca Tobin      | Kitty Wilde         |
| Jenna Ushkowitz  | Tina Cohen-Chang    |